# Clara del Rosal y de Alarcón
Clara del Rosal y de Alarcón (Loja, Granada, ¿? - ¿?, 1619) fue alcaidesa de su ciudad natal, en Granada (España) en el siglo XVII. Hija de Pedro del Rosal-Luna y Morales, Alférez Mayor de Loja, y de su tercera esposa, Ana de Alarcón y Ocón.
Se casó en Loja en 1590 con Pedro de Tapia Madrigal, miembro del Consejo Real, consultor del Santo Oficio, fiscal general del Reino y Señor de Villanueva de Tapia. Fundó el convento de Santa Cruz de Franciscanos Descalzos de San Pedro de Alcántara, de la cual otorgaron escritura en 1 de octubre de 1601, obras que terminaron en 1623. Fue derruido en 1940. En él está enterrada junto a su esposo. Sus estatuas orantes, realizadas en mármol gris por un discípulo de Pompeyo Leoni, adornaban en el presbítero de la iglesia en hornacinas laterales al altar mayor, y hoy se conservan sobre el suelo en la capilla de enterramiento del General Narváez.
El matrimonio y su hijo, Rodrigo de Tapia Alarcón y Luna, son mencionados por Cervantes en Viage del parnaso.